# Piero Barucci
Piero Barucci (Firenze, 29 giugno 1933) è un economista e politico italiano.

## Biografia
È stato presidente del Monte dei Paschi di Siena (1983 - 1990) e dell'Associazione Bancaria Italiana (ABI) (1987 - 1991) prima di essere chiamato a ricoprire il ruolo di Ministro del tesoro nei governi Amato I (in particolare al momento della svalutazione della lira del settembre 1992) e Ciampi. È stato membro della presidenza dell'Autorità Garante della Concorrenza e del Mercato e dell'Associazione Villa Favard (laureati in Economia dell'Università di Firenze).